# Biperiden
Biperidenul este un medicament utilizat ca antiparkinsonian, fiind utilizat în tratamentul bolii Parkinson și a unor simptome extrapiramidale. Acționează ca antagonist al receptorilor muscarinici. Căile de administrare disponibile sunt: orală, intravenoasă și intramusculară.
Medicamentul a fost aprobat pentru uz medical în Statele Unite ale Americii în anul 1959. Se află pe lista medicamentelor esențiale ale Organizației Mondiale a Sănătății.
Medicamentul nu mai este comercializat în multe state, inclusiv în SUA și România.

## Utilizări medicale
Bipderidenul este utilizat ca adjuvant în toate formele bolii Parkinson, dar și în tratamentul simptomelor extrapiramidale (precum sunt dischinezia, akatizia, parkinsonismul secundar) provocate de neuroleptice.
Reduce hiperhidroza și rigiditatea musculară în cazul administrării de clozapină sau metadonă.